# João Hall Themido
João Manuel Hall Themido GCC • GCIH (6 de janeiro de 1924 – 7 de novembro de 2017) foi um diplomata português.

## Biografia
Foi embaixador de Portugal nos Estados Unidos entre 1971 e 1981, e também embaixador de Portugal no Reino Unido (de 19 de março de 1984 a 1989) e em Itália (a partir de abril de 1968).
Aposentado em 1989, tinha iniciado a carreira no Ministério dos Negócios Estrangeiros em 1947, e foi um dos muitos embaixadores portugueses a permanecer no posto após o Golpe de 25 de Abril de 1974.

## Obras publicadas
- Dez anos em Washington, 1971-1981: As verdades e os mitos nas relações luso-americanas (1995), col. Caminhos da memória. Publicações Dom Quixote, ISBN 978-9722012621
- Uma autobiografia disfarçada, (2008) [Lisboa]: Inst. Diplomático - Min. dos Negócios Estrangeiros.

## Condecorações
João Manuel Hall Themido recebeu a seguintes Ordens honoríficas portuguesas:
- Grã-Cruz da Ordem Militar de Cristo (5 de Julho de 1968)
- Grã-Cruz da Ordem do Infante D. Henrique (14 de Maio de 1984)

Ordens honoríficas estrangeiras:
- Grã-Cruz da Ordem da Fénix da Grécia (21 de Janeiro de 1983)
- Grã-Cruz da Ordem de Honra da Áustria (21 de Janeiro de 1983)
- Grã-Cruz da Ordem Nacional da Legião de Honra da França (21 de Janeiro de 1983)
- Grã-Cruz da Ordem de Leopoldo II da Bélgica (17 de Novembro de 1983)
- Grã-Cruz da Ordem do Falcão da Islândia (22 de Dezembro de 1983)
- Grã-Cruz da Ordem da Bandeira da Jugoslávia (22 de Dezembro de 1983)